# Cephaloscymnus
Cephaloscymnus (лат.) — род божьих коровок из подсемейства Sticholotidinae.

## Распространение
Распространены в Новом Свете, в частности в Неотропике.

## Систематика
В составе рода:
- вид: Cephaloscymnus zimmermanni Crotch, 1873
- вид: Cephaloscymnus occidentalis Horn, 1895
- вид: Cephaloscymnus insulatus Gordon, 1970